# Zwanglose Gesellschaft Berlin
Die Zwanglose Gesellschaft (auch „Zwanglose“, „Die Zwanglosen“  und „Die Zwanglose Gesellschaft zu Berlin“) war ein naturalistischer Literatenkreis, der 1884 gegründet wurde. Der Zeitpunkt der Auflösung ist unklar.

## Gründung
Die Idee und Initiative zur Gründung der „Zwanglosen Gesellschaft“ in Berlin ging Ende des Jahres 1883 vom Verleger Hans A. Hertz und dem Literaturkritiker Paul Schlenther sowie dem Juristen Paul Meyer – Freund und späterer Testamentsvollstrecker des Schriftstellers Theodor Fontane – aus. Theodor Fontane jun. berichtete in seinen unveröffentlichten Lebenserinnerungen, dass Gotthold Ephraim Lessings 155. Geburtstag am 22. Januar 1884 als Gründungstag der „Zwanglosen Gesellschaft“ vorgesehen war. Im Sinne Lessings und auch Theodor Fontanes sollten sich Männer geistiger Prägung und Toleranz zum gegenseitigen Gedankenaustausch zusammenfinden. Aus Enttäuschung über den Berliner „Literarischen Club“, dessen praktizierendes Vereinsleben eher aus banalem Zeitvertreib bestand, strebte man eine alternative Gesellschaftsform an. Historische Vorbilder waren die Berliner „Gesetzlose Gesellschaft“, die sich seit 1826 in „Zwanglose Gesellschaft“ umbenannt hatte und zu deren Mitgliedern die preußischen Minister Karl v. Altenstein sowie Johann A. F. Eichhorn gehörten. Als weiteres Vorbild galt die (mit der obigen nicht identische) „Gesetzlose Gesellschaft zu Berlin“, deren prominente Mitglieder unter anderem Friedrich Schleiermacher, Georg Wilhelm Friedrich Hegel und Theodor Mommsen waren.
Laut Stiftungsurkunde vom 22. Januar 1884 trafen sich elf Interessenten zur Gründung einer zwanglosen Gesprächsrunde und diese Gründungsmitglieder verzichteten daher auf Vereinsstatuten und andere Verbindlichkeiten. Angestrebt wurde vielmehr eine gesellige Kneipgesellschaft, die sich wöchentlich zu einem „Zwanglosen Freitag“ in verschiedenen Lokalen zum Gedankenaustausch, insbesondere zum literarischen und politischen Gespräch traf. Als Lokal wählte man zunächst das Restaurant Schulz in der Potsdamer Straße 20; viel später, in den 1920er-Jahren, traf man sich im Lokal Siechmann am Nollendorfplatz. Als Vorstand mit wenig Pflichten und keinerlei Rechten amtierten Hans A. Hertz, Paul Schlenther und Paul Meyer. Andere Ämter existierten nicht und eine Gesellschafts-Kasse wurde locker geführt. Man empfand sich weniger als pure literarische Gesellschaft, vielmehr strebte man einen breiteren Interessentenkreis an, wobei verschiedene Berufe, entgegengesetzte Meinungen, politische Bekenntnisse und private Anschauungen der Mitglieder erwünscht waren.

## Prominente und aktive Mitglieder
Laut Stiftungsurkunde zählten zu den elf Gründungsmitgliedern Otto Brahm, Theodor Fontane jun., der zweite Sohn Theodor Fontanes, Hans A. Hertz, Eugen Joseph, Paul Lehfeldt, Max Lesser, Edwin Litty, Paul Meyer, Emil Schiff, Paul Schlenther und Ernst Wolff. Der Großteil der Mitglieder wurde zwischen 1850 und 1860 geboren, darunter waren Verleger, Buchhändler, Sänger, Musiker, Musikhistoriker, Kunsthistoriker, Schriftsteller, Philologen und Literaturhistoriker (die zumeist zur Schule des Berliner Germanisten und Universitätsprofessors Wilhelm Scherer gehörten), Mediziner, Juristen, Architekten und Maler: Lovis Corinth, Arthur Eloesser, August Fresenius, Max Friedlaender, Ludwig Fulda, Fritz Gurlitt, Max Halbe, Otto Erich Hartleben, Robert Hessen, Rudolf Löwenstein, Fritz Mauthner, Siegfried Ochs, Max Osborn, Otto Pniower, Gustav Roethe, Karl Stauffer-Bern, der den Zwanglosen 1886 eine Radierung widmete, sowie Heinrich Welti. Darunter befanden sich viele jüdischer Herkunft. Fontanes ältester Sohn George, der als Hauptmann und Lehrer an der Kadettenanstalt in Berlin-Lichterfelde tätig war und den sein Vater in einem Brief an Schlenther als zwanglosen Hauptmann bezeichnete, gehörte ebenfalls zum Kreis der „Zwanglosen“.

## Aktivitäten
Neben den Diskussionsrunden im Stammlokal organisierten die „Zwanglosen“ auch Festveranstaltungen sowie Ausflüge ins Berliner Umland. Am 7. Juni 1884 nahmen auch Theodor Fontane und seine Frau daran teil, was jener in seinem Tagebuch notierte: „Am 7. unternahmen die ‚Zwanglosen‘, eine Gesellschaft, deren Mitglied Theo ist, eine Sommerpartie nach Pichelswerder hin, an der auch wir Alten uns beteiligten. Sie verlief sehr gut; es waren 80 Personen, darunter Frl. Conrad und Frl. Müller-Grote als unsere Gäste, zwei Fräulein Spielhagen, das ganze Haus Meyerheim, Frau Schulze-Asten, Frl. Wuerst usw. Um Mitternacht wieder zu Haus; Theo schoß durch einen brillant vorgetragenen Toast den Vogel ab.“ In seinem Tagebuch vom Januar 1885 erwähnte Fontane folgendes Ereignis: „Am 31. geben die ‚Zwanglosen‘ ihr großes Fest im Englischen Hause: Ouvertüre, Singspiel, Toaste, Tanz; alles in allem sehr gelungen.“ Anlässlich des siebzigsten Geburtstages Fontanes veranstalteten die „Zwanglosen“ am 4. Januar 1890 ein Fest, ebenfalls im Englischen Haus. Auch an der Feier zu seinem 75. Geburtstag waren die „Zwanglosen“ maßgeblich beteiligt.

## Engagement für Theodor Fontane
Die sich positiv entwickelnde Parteinahme für den Romancier Theodor Fontane war weder ein Programmpunkt noch eine grundsätzliche Absichtserklärung der „Zwanglosen“ Doch stand ein nicht unbedeutender Teil der „Zwanglosen“ im persönlichen und auch freundschaftlichen Kontakt zu Fontane, neben dessen Söhnen waren das vor allem Schlenther, Brahm, Meyer, Hessen und Hertz, die allesamt gute Kontakte zu Verlagen, Zeitungen und Journalen der Reichshauptstadt Berlin pflegten und in diesen auch schrieben. Es entstand also eine Art publizistisches Netzwerk. Nicht wenige dieser Sympathisanten hielten Verbindung zur naturalistischen Schule, ohne direkt deren Ziele und Absichten zu propagieren; sie vertraten sowohl pro- als auch anti-naturalistische Richtungen.
Nach Erscheinen des Vorabdrucks von Fontanes Roman Irrungen, Wirrungen 1887 in der Vossischen Zeitung gab es hauptsächlich negative Reaktionen von Lesern und auch Miteigentümern der Zeitung, da Handlung sowie Sujet dieses Romans deren sittlichen Normen nicht entsprachen. Ein Teil der bürgerlichen Leserschaft empörte sich über das freie Liebesverhältnis der Protagonisten, während adlige Leser empfindlich auf das Faktum der Mesalliance reagierten. Fontane geriet daher in den Ruf eines „unsittlichen“ Autors und bemühte sich durchaus erfolgreich, ihm wohlwollende Kritiker für Rezensionen seines Romans zu gewinnen, so etwa Mauthner und das Nichtmitglied Ludwig Pietsch. Dem folgte eine Kritikoffensive der „Zwanglosen“, die sich nun publizistisch bemühten, mit positiven Kritiken die negativen Besprechungen nach Erscheinen der Buchausgabe von Irrungen, Wirrungen zu konterkarieren. Die Rezension von Mauthner unter dem Titel Eine Berliner Dorfgeschichte in Die Nation vom 3. März 1888, eröffnete diese Gegenmaßnahme. Seine wohlwollend gestimmte Besprechung enthielt aber auch kritische Aspekte. Es folgte Schlenthers positive Rezension vom 1. April 1888 in der Vossischen Zeitung, die ja Fontanes Roman als Vorabdruck ein Jahr zuvor veröffentlicht hatte. Noch am selben Tag bedankte sich Fontane mit tiefer Genugtuung bei Schlenther. Am 7. April 1888 erschien eine Kurzrezension von Max Freiherr von Waldberg in der Deutschen Litteraturzeitung, dem am 20. April 1888 die Rezension von Otto Brahm in der Frankfurter Zeitung folgte.
Am 9. Mai 1888 schrieb Fontane in einem Brief an seinen Sohn Theodor: „Der kleine Brahm […], Schlenther und ein junger Max von Waldberg (früher auch ein Zwangloser), dazu Schiff und Mauthner, haben sämtlich sehr ausführlich und sehr anerkennend über Irrungen, Wirrungen geschrieben, so daß ich ohne Übertreibung sagen kann: ich verdanke meine verbesserte Stellung oder doch mein momentanes Ansehen im deutschen Dichterwald zu größrem Teile den „Zwanglosen“. Die Jugend hat mich auf ihren Schild erhoben, ein Ereignis, das zu erleben ich nicht mehr erwartet hatte.“ Es folgten noch weitere positive Rezensionen der „Zwanglosen“, die Fontane in seinem Tagebuch im Juli 1888 wohlwollend erwähnte: „Über Irrungen–Wirrungen gingen mir drei hübsche Kritiken zu, eine (nur kurz) von Dr. A. Glaser in Westermann, eine von Dr. Rob. Hessen in D. Wochenblatt und eine dritte von Dr. Otto Pniower in Rodenbergs Deutsche Rundschau. Alles in allem habe ich Ursach’, diesmal mit der Kritik zufrieden zu sein; an die feindlichen Blätter muß man gar keine Exemplare einsenden.“
Fontanes eher lockere, aber freundschaftliche Beziehung zu den „Zwanglosen“ hielt bis zu seinen letzten Lebensjahren in den neunziger Jahren des 19. Jahrhunderts. Dank Bemühungen der „Zwanglosen“ wurde das Fontane-Denkmal im Berliner Tiergarten am 7. Mai 1910 enthüllt.

## Publikationen
Neben der Chronik der Zwanglosen aus dem Jahr 1894 erschienen hauptsächlich Rezensionen und Essays von Paul Meyer, Paul Schlenther, Otto Brahm, Robert Hessen, Max Freiherr von Waldberg, Fritz Mauthner, Maximilian Harden, Otto Pniower zu Leben und Werk Theodor Fontanes.

## Auflösung
Das Ende der „Zwanglosen Gesellschaft“ erfolgte laut Frederick Betz vermutlich Mitte der 1920er Jahre, spätestens aber, laut Roland Berbig, Mitte der dreißiger Jahre des 20. Jahrhunderts durch das sukzessive Ableben ihrer Mitglieder.